# A legszebb karácsonyi ajándék
A legszebb karácsonyi ajándék második szinkronban Havas karácsonyt kívánunk! (eredeti cím: The Ultimate Christmas Present) 2000-es amerikai romantikus film, amelyet Greg Beeman rendezett. A főbb szerepkeben Hallee Hirsh, Brenda Song, Hallie Todd, Spencer Breslin és Greg Kean látható.
Amerikában 2000. december 1-én mutatták be a Disney Channel-en, Magyarországon első szinkronnal az HBO, második szinkronnal a Disney csatorna adta le.

## Szereplők
| Szereplő              | Színész            | Magyar hang           | Magyar hang        |
| Szereplő              | Színész            | HBO                   | Disney Channel     |
| --------------------- | ------------------ | --------------------- | ------------------ |
| Allie Thompson        | Hallee Hirsh       | Czető Zsanett         | Hermann Lilla      |
| Joey Thompson         | Spencer Breslin    | Jelinek Márk          | Bogdán Gergő       |
| Michelle Thompson     | Hallie Todd        | Orosz Helga           | Kisfalvi Krisztina |
| Samantha Kwan         | Brenda Song        | Mánya Zsófi           | Károlyi Lili       |
| Krampó                | John Salley        | Gesztesi Károly       | Kálid Artúr        |
| Télanyó               | Susan Ruttan       | Fabó Györgyi          | Zsurzs Kati        |
| Steve Thompson        | Greg Kean          | Bede-Fazekas Szabolcs | Csankó Zoltán      |
| Télapó                | John B. Lowe       | Kristóf Tibor         | Csernák János      |
| Mr. Martino           | Jason Schombing    | Sótonyi Gábor         | Rajkai Zoltán      |
| Puszi                 | Bill Fagerbakke    | Viczián Ottó          | Kerekes József     |
| Edwin Hadley          | Peter Scolari      | Józsa Imre            | Kassai Károly      |
| Ruben                 | Zahf Paroo         | Steiner Kristóf       | Markovics Tamás    |
| Blake Lynch           | Colin O’Neill      | Berkes Bence          | Pál Dániel Máté    |
| Linda Kwan            | Laara Ong          | N/A                   | Peller Anna        |
| Mary Jo               | Brittany Moldowan  | N/A                   | Györke Laura       |
| Mary Jo anyja         | Angela Moore       | N/A                   | Solecki Janka      |
| Horace, hómobil sofőr | Daniel Boileau     | N/A                   | Márkus Sándor      |
| Tina                  | Tiffany Desrosiers | N/A                   | Laudon Andrea      |
| Mrs. Lopez            | Jo-Ann Fernandes   | N/A                   | Sallai Nóra        |
| Jennifer              | Shylo Sharity      | N/A                   | Pekár Adrienn      |
| Bemondónő             | N/A                | N/A                   | Mezei Kitty        |
| Férj                  | N/A                | N/A                   | Oroszi Tamás       |
| Shirley               | N/A                | N/A                   | Pintér Mónika      |
| Utcai télapó          | N/A                | N/A                   | Schuták László     |
| Ms. Dombrovitz        | N/A                | N/A                   | Sipos Eszter Anna  |
| Fortuna               | N/A                | N/A                   | Sörös Miklós       |

## Premierek
| Ország                    | Dátum                                                                                            |
| ------------------------- | ------------------------------------------------------------------------------------------------ |
| Amerikai Egyesült Államok | 2000. december 1.                                                                                |
| Finnország                | 2005. december 24.                                                                               |
| Egyesült Királyság        | 2006. december 8.                                                                                |
| Svédország                | 2006. december 10.                                                                               |
| Magyarország              | 2003. június 4. (1. szinkronnal az HBO-n) 2014. december 13. (2. szinkronnal a Disney csatornán) |